# Giuseppe Sergi (storico)
Giuseppe Sergi (Torino, 4 novembre 1946) è uno storico italiano.
Ha insegnato storia medievale per oltre quarant'anni all'Università degli Studi di Torino, proseguendo l'attività del maestro Giovanni Tabacco nel costruire l'affermata scuola torinese di medievistica. Con i suoi studi ha rinnovato le conoscenze in tema di circoscrizioni territoriali, strade, pellegrinaggi, monasteri e poteri signorili, dimostrando di questi l'origine spontanea e non feudale.

## Biografia
Professore emerito dell'Università di Torino, dove ha iniziato l’attività come assistente nel 1969, dal 1973 è stato prima professore incaricato e poi associato di Istituzioni medievali nella Facoltà di lettere e filosofia. Dal 1985 al 2015 è stato professore ordinario di storia medievale nella medesima Facoltà e nel Dipartimento di Storia (poi di Studi storici). Ha tenuto seminari e svolto attività di dottorato in varie università italiane ed estere.
Tra gli anni Settanta e Ottanta è stato tra i fondatori di due riviste, «Quaderni medievali» e «Storia e dossier» e del Gruppo Interuniversitario per la Storia dell’Europa Mediterranea (Pisa). Dal 1978 al 1992 ha fatto parte del comitato direttivo di «Quaderni storici». Dal 1990 al 1995 ha affiancato Cesare Cases come condirettore vicario de «L’Indice dei libri del mese», facendo successivamente parte del Coordinamento di redazione del periodico. Dal 1985 al 2008 è stato consulente nei “mercoledì” della casa editrice Einaudi. Nel 2005 ha curato la sezione medievale del “Museo delle Alpi” di Bard. Nel 2006 ha presieduto il comitato scientifico della mostra "Carlo Magno e le Alpi" (Susa), nel 2008 quello della mostra "La scoperta delle Alpi". È stato direttore del «Bollettino storico-bibliografico subalpino» dal 2002 al 2024. 
È consigliere del Centro Italiano di Studi sull’Alto Medioevo di Spoleto, vicepresidente della Deputazione subalpina di storia patria, socio nazionale dell’Accademia delle Scienze di Torino, socio del Centro studi sull’arco alpino occidentale. Fa parte dei comitati scientifici del «Bullettino dell’Istituto storico italiano per il medioevo», di «Studi medievali», di «Vetera Christianorum», di «Archivio per l’Alto Adige. Rivista di studi alpini», di «Bibliotheca Michaelica» (Bari), del Centro di studi “Renato Bordone” sui Lombardi, il credito e la banca (Asti).

## Premi
- Premio Bonavèra per la Storia (dell’Accademia delle Scienze di Torino) nel 1974.
- Premio internazionale L. Tartùfari per la Storia (dell’Accademia dei Lincei) nel 2017.

## Opere principali
- Potere e territorio lungo la strada di Francia. Da Chambéry a Torino fra X e XIII secolo, Napoli, Liguori, 1981 (Nuovo medioevo, 20), pp. 344.
- La produzione storiografica di S. Michele della Chiusa. Una cultura fra tensione religiosa e propaganda terrena, Borgone di Susa, Melli, 1983, pp. XVIII+134.
- L'Europa carolingia e la sua dissoluzione, in La storia, a cura di M. Firpo e N. Tranfaglia, 1/II, Torino, UTET, 1986, pp. 231-262.
- Lo sviluppo signorile e l'inquadramento feudale, in La storia, a cura di M. Firpo e N. Tranfaglia, 1/II, Torino, UTET, 1986, pp. 369-393.
- Genesi di un regno effimero: la Borgogna di Rodolfo I, in «Bollettino storico-bibliografico subalpino», LXXXVII (1989), pp. 5-44.
- Istituzioni politiche e società nel regno di Borgogna, in Il secolo di ferro: mito e realtà del secolo X (XXXVIII Settimana del Centro italiano di studi sull'alto medioevo), Spoleto 1990, pp. 205-242.
- L'aristocrazia della preghiera. Politica e scelte religiose nel medioevo italiano, Roma, Donzelli, 1994, pp. 208.
- I confini del potere. Marche e signorie fra due regni medievali, Torino, Einaudi, 1995, pp. 412.
- L'idea di medioevo. Fra senso comune e pratica storica, Roma, Donzelli, 1999, pp. 80 (tradotto con il titolo L'idée de Moyen Age. Entre sens commun et pratique historique, Paris, Flammarion, 2000, pp. 114; e con il titolo La idea de Edad Media. Entre el sentido comùn y la pràctica historiografica, Barcelona, Editorial Crìtica, 2001, pp. 138)
- Arduino mille anni dopo. Un re tra mito e storia, Torino, Allemandi,  2002,  pp. 68 (con L. Momigliano, F. Quaccia, L. Tos).
- Ricordo di due maestri. Giovanni Tabacco e Cinzio Violante nella medievistica europea, Spoleto, Centro italiano di studi sull’alto medioevo, 2004, pp. 62 (con O. Capitani).
- L’idea di medioevo. Fra storia e senso comune,  nuova edizione ampliata, Roma, Donzelli, 2005, pp. 112.
- Invasione o migrazione? I Longobardi in Italia, Torino, Aragno, 2006, pp. 85 (con C. Azzara).
- Dieci secoli di medioevo, Torino, Einaudi, 2009, pp.  XIX+416  (con R. Bordone).
- Antidoti all’abuso della storia. Medioevo, medievisti, smentite,  Napoli, Liguori,  2010, pp.  X+420.
- L'Arcangelo sulle Alpi. Origini, cultura e caratteri dell'abbazia medievale di S. Michele della Chiusa, Bari, Edipuglia,  2011, pp. 164.
- Gerarchie in movimento. Spazi e progetti medievali fra Italia ed Europa, Spoleto, Centro italiano di studi sull’alto medioevo, 2013, pp. 440.
- La Sacra di San Michele, Borgone, Graffio, 2016, pp. 64 (con C. Bertolotto).
- Soglie del medioevo. Le grandi questioni, i grandi maestri, Roma, Donzelli, 2016, pp. 348.

### Curatele
- Vie di comunicazione e potere (= “Quaderni storici”, 61, aprile 1986), pp.  145 (con F. Farinelli e A. Monti).
- Per un nuovo laboratorio della storia politica, Firenze, Giunti, 1990.
- Curtis e signoria rurale: interferenze fra due strutture medievali, Torino, Scriptorium, 1993, pp. 156
- Progetti e dinamiche della società comunale italiana (con R. Bordone), Napoli, GISEM-Liguori, 1995.
- La via Francigena. le grandi vie del pellegrinaggio, Milano, TCI, 1995 (con G. Cherubini, A. Foschi, L. Gambi, I. Moretti, P. Toubert).
- Luoghi di strada nel medioevo. Fra il Po, il mare e le Alpi Occidentali, Torino, Scriptorium, 1996.
- Edizione italiana di La nascita dell'Europa, Milano, Reader's Digest, 1996.
- La via Francigena. Dossier scientifico (con L. Gambi, G. Cherubini, P. Toubert), Bologna, Regione Emilia-Romagna, 1996, pp. 390.
- Storia di Torino, I: Dalla preistoria al comune medievale, Torino, Einaudi – Accademia delle Scienze di Torino, 1997.
- La valle d'Aosta, porta del pellegrinaggio,  Milano, Edizioni Paoline, 1998 (con D. Tuniz).
- Borgofranco di Seso 1247-1997. I tempi lunghi del territorio medievale di Borgosesia, a cura di (con G. Gandino, F. Tonella Regis), Atti del convegno di Borgosesia, 7-8 novembre 1997, Torino, CELID, 1999, pp. 282.
- Arti e storia nel medioevo, 4 voll., Torino, Einaudi, 2002-2004 (con E. Castelnuovo).
- Edizione italiana ampliata del Dizionario dell’Occidente medievale. Temi e percorsi, a cura di J. Le Goff, J.-C. Schmitt, Torino, Einaudi, 2003, 2 voll.
- Pellegrinaggi e santuari di San Michele nell'Occidente medievale, Bari, Edipuglia,  2009,  pp. 606 (con G. Casiraghi).
- Arduino fra storia e mito, Bologna, Il Mulino, 2018, pp. 154.
- La storia medievale senza luoghi comuni. Aggiornamenti sul Medioevo, Palermo, Palumbo, 2024, pp. 199 (con A. Brusa)